# نهر ملداوة
نَهْرُ مُلْدَاوَة نهر في رومانية، مخرجه من ظاهر جبل بلواط الشرقي، وإليه نسبت إمارة ملداوية، وبه سميت جمهورية ملداوة القائمة. وهو من روافد نهر سرات الذي ينصب في نهر الدانوب، وطوله من ينبوعه إلى مصبه في ذاك النهر 213 كيلومترٍ.